# Fergal mac Máele Dúin
Fergal mac Máele Dúin († 11 décembre 722) roi d’Ailech et Ard ri Érenn de 710 à 722. Il est une identification possible du « Gailech/Glúnshalach» du Baile Chuinn Chétchathaig

## Origine
Fergal mac Máele Dúin est un  membre du Cenél nEógain une dynastie des Uí Néill du Nord. Son père est le roi d'Ailech Máel Dúin († 681), fils de Máel Fithrich († 630). Sa mère Cacht, est la fille de  Cellach († 658), fils Máel Coba († 615), fils d'Áed mac Ainmerech († 598), du Cenél Conaill l'autre grande dynastie des Uí Néill du Nord.
À la suite de la grande bataille de Móin Dairi Lothar en 563 le Cenél nEógain avait consolidé son contrôle sur la région côtière entre les rivières Foyle et Bann, où le père de  Fergal est tué en 681. Fergal apparaît pour la première fois dans les chroniques d'Irlande en 707 en compagnie d'une autre Fergal, le fils de Loingsech roi de Cenél Conaill, et Conall Menn, roi du Cenél Coirpri dans le moderne comté de Sligo, lors d'une campagne contre le Connacht dans laquelle Indrechtach mac Dúnchado, le fils de Dúnchad Muirisci, le roi de cette province est tué.

## Ard rí Érenn
Quand  Congal Cendmagair l'Ard ri Erenn issu du Cenél Conaill meurt soudainement en 710 Fergal mac Máele Dúin devient Haut Roi. L'année suivante il défait les Uí Méith dans l'actuel comté de Monaghan et leurs alliés le Fir Chúl un sept des Uí Néill du Sud, lors de la bataille de Sliab Fuait actuellement les Fews, dans le sud du comté d'Armagh. Les Uí Néill enregistrent un revers la même année à « Cuinche Robairgi » peut-être Cooley, dans le nord du comté de Louth. En 718 Conall Grant, de la dynastie de Brega Sud ou Lagore des Uí Néill du Sud  est le vainqueur d'un combat à Kells contre une alliance défensive conduite par la dynastie de Brega Nord ou Knowth. Affichant sa volonté de briser les ambitions de ses puissants rivaux, Fergal tue Conall Grant deux mois plus tard,.

### Guerre avec le Leath Mogá
Le règne de Fergal est resté célèbre par sa tentative malheureuse de remettre à l’honneur le vieux tribu en bétail « bóroma », c'est -à-dire le « tribut de bétail » qui était traditionnellement exigé par les rois de Tara et du Leath Cuinn, la moitié nord de l’Irlande imposé selon la légende par Conn Cétchathach aux royaumes de la moitié sud de l’Irlande ou Leath Mogá laissée en partage aux Eóganachta de Munster descendants du non moins mythique Mug Nuadat.
Fergal entreprend alors une politique agressive contre le Leinster qui en 719 est défait par les Uí Néill lors de la bataille de Finnabar (moderne Fennor comté de Meath) en la personne de  Murchad mac Brain Uí Dúnlainge († 727) roi de Leinster Nord.
En 721 le roi de Munster Cathal mac Finguine des Eóganacht Glendamnach, en  compagnie du roi de Leinster, Murchad mac Brain, dévaste Brega le moderne comté de Meath. Les Annales d'Innisfallen favorables au Munster proclame que Fergal donne des otages à Cathal à la  suite d'un traité de paix.
Mais si cela est vrai il ne s'agit pour Fergal que de gagner du temps car il envahit le Leinster plus tard dans l'année, obtient des otages, et impose le fameux « bóroma ». Ces manœuvres ne sont que le prélude à l'une des plus grandes batailles de l'époque : la bataille d'Almu c'est-à-dire la colline d'Allen, approximativement à 8 km au nord de Kildare le vendredi 11 décembre 722. Fergal est tué par les armées coalisées de Murchad mac Brain Uí Dúnlainge de qui il avait exigé le tibut l'année précédente et d’Áed Menn mac Colggen Uí Cheinnselaigh († 738) roi du Leinster Sud.
Aux côtés de Fergal combattaient plusieurs branches du Cenél Conaill, le Cenél nEógain, l'Airgialla, et le Cenél Coirpri. Quelques septs des Uí Néill du Sud combattaient dans les rangs des hommes du Leinster. Les vainqueurs envoyèrent « la respectable tête coupée de Fergal » à Cathal mac Finguine roi Eóganachta de Cashel considéré traditionnellement comme le suzerain du Leth Moga. Ce dernier désolé de la mort de Fergal avec qui il avait récemment conclu la paix et dont il avait épousé la sœur Ligach, reçoit le trophée avec respect et le retourne au nouvel Ard ri Érenn Fógartach mac Niall du Síl nÁedo Sláine des Uí Neill du Sud
Les récits de la bataille affirment que 160 des rois clients de Fergal ont péri et que neuf sont devenus dit-on fous du fait de la férocité des combats, Cette bataille est devenue l'un des derniers grands sujets historiques évoqués dans la littérature épique irlandaise.

## Épilogue
Il est possible que la disparition au combat de nombre de leurs parents ait ensuite facilité l'accession au trône des fils de Fergal Áed et Niall. Áed Allán venge la mort de son père 16 ans plus tard lors de la bataille de Uchbad c'est-à-dire Áth Senaig, Ballyshannon, à l'ouest de Kilcullen dans l'actuel comté de Kildare le mardi 19 août 738. Il décapite lors d'un combat singulier le vainqueur de son père Áed mac Colggen Uí Cheinnselaigh roi du Sud-Leinster.

## Famille
Fergal avait eu deux épouses:
1) Une fille de Ermaine de Crich Conaill ou de Congal Cennmagar du Cenél Conaill mère de
- Áed Allán plus tard Ard ri Érenn

2) Aithechdae fille de Cian ( ?) peut être Cian Ua Conchobair roi de Ciannachta ou Cinaed mac Irgalach du Síl nÁedo Sláine qui fut la mère de
- Niall Frossach né en 718 également futur Ard ri Érenn

Fergal fut également le père de trois autres fils
- Conchobar  associé avec Mag nÍtha, la vallée de la rivière Finn au sud de Raphoe.
- Colcu
- Murchad (tué en 741)

## Sources
- (en) Edel Bhreathnach et al., The kingship and landscape of Tara, Dublin, Four Courts for the Discovery Programme, 2005 (ISBN 1-851-82954-7).
- (en) Francis J.Byrne, Irish kings and high-kings, Dublin Portland, OR, Four Courts Press, 2001 (ISBN 1-851-82196-1).
- (en) Charles Doherty « Fergal mac Máele Dúin (d. 722) », Oxford Dictionary of National Biography, Oxford University Press, 2004.
- (en) Gearóid Mac Niocaill, Ireland before Vikings, Dublin, Gill & Macmillan, 1972, 172 p., p. 54,118-22,124
- (en) Annales d'Ulster
- (en) Dictionary of Irish Biography article de Ailbhe Mac Shamhrain, Fergal